# Elecciones municipales de 2003 en Valencia
Las elecciones municipales de 2003 se celebraron en Valencia el domingo 25 de mayo, de acuerdo con el Real Decreto de convocatoria de elecciones locales en España dispuesto el 31 de marzo de 2003 y publicado en el Boletín Oficial del Estado el día 1 de abril. Se eligieron los 33 concejales del pleno del Ayuntamiento de Valencia mediante un sistema proporcional (método d'Hondt), con listas cerradas y un umbral electoral del 5 %.

## Resultados
Solo tres candidaturas obtuvieron el mínimo del 5% de votos válidos necesario para obtener representación. La del Partido Popular obtuvo mayoría absoluta con 19 escaños, mientras que la del Partido Socialista Obrero Español (PSOE) logró 12 concejales y la Entesa (coalición de izquierdas cuyo partido de mayor relevancia era Esquerra Unida del País Valencià) mantuvo los 2 escaños restantes. Tras conocerse la noticia, la alcaldesa Rita Barberá aseguró haber «ganado en todos los barrios de la ciudad», refiriéndose probablemente a los distritos, ya que al obtener la mayoría simple de los votos válidos en los Poblados del Oeste esta sería la primera vez en que el Partido Popular lograría convertirse en la fuerza más votada en todos los distritos de la capital valenciana (lo cual volvería a suceder en 2007 y 2011, siendo este último año aquel en el que el Partido Popular lograría erigirse como la formación más votada además en todos los barrios). 
Los resultados completos correspondientes al escrutinio definitivo se detallan a continuación:
| Candidatura                                                      | Candidatura                                                      | Votos   | %                               | Concejales                      |
| ---------------------------------------------------------------- | ---------------------------------------------------------------- | ------- | ------------------------------- | ------------------------------- |
|                                                                  | Partido Popular (PP)                                             | 220 082 | 51,15                           | 19                              |
|                                                                  | Partido Socialista Obrero Español (PSOE)                         | 132 903 | 30,82                           | 12                              |
|                                                                  | Esquerra Unida-L'Entesa                                          | 31 519  | 7,31                            | 2                               |
| Unión Valenciana (UV)                                            | Unión Valenciana (UV)                                            | 15 593  | 3,61                            | 0                               |
| Bloc Nacionalista Valencià-Esquerra Verda (BLOC-EV)              | Bloc Nacionalista Valencià-Esquerra Verda (BLOC-EV)              | 11 201  | 2,59                            | 0                               |
| Partido Cannabis por la Legalización y Normalización (PCPLYN)    | Partido Cannabis por la Legalización y Normalización (PCPLYN)    | 4177    | 0,97                            | 0                               |
| Els Verds-Los Verdes del PV (EV-LV)                              | Els Verds-Los Verdes del PV (EV-LV)                              | 3369    | 0,78                            | 0                               |
| España 2000 (E-2000)                                             | España 2000 (E-2000)                                             | 819     | 0,19                            | 0                               |
| Familia y Vida (PFyV)                                            | Familia y Vida (PFyV)                                            | 732     | 0,17                            | 0                               |
| Esquerra Republicana del País Valencià-Acord Municipal (ERPV-AM) | Esquerra Republicana del País Valencià-Acord Municipal (ERPV-AM) | 692     | 0,16                            | 0                               |
| Iniciativa Ciutadana Alternativa (ICAL)                          | Iniciativa Ciutadana Alternativa (ICAL)                          | 532     | 0,12                            | 0                               |
| Partido Regional de la Comunidad Valenciana (PRCV)               | Partido Regional de la Comunidad Valenciana (PRCV)               | 509     | 0,12                            | 0                               |
| Centro Democrático y Social (CDS)                                | Centro Democrático y Social (CDS)                                | 461     | 0,11                            | 0                               |
| Partido Republicano (PR)                                         | Partido Republicano (PR)                                         | 441     | 0,10                            | 0                               |
| Partido Obrero Socialista Internacionalista (POSI)               | Partido Obrero Socialista Internacionalista (POSI)               | 354     | 0,08                            | 0                               |
| Partido Humanista (PH)                                           | Partido Humanista (PH)                                           | 300     | 0,07                            | 0                               |
| Votos en blanco                                                  | Votos en blanco                                                  | 7007    | 1,62                            | n/a                             |
| Votos válidos                                                    | Votos válidos                                                    | 431 157 | 100,00                          | 33                              |
| Votos nulos                                                      | Votos nulos                                                      | 1209    | Participación: \| \| 68,49 % \| | Participación: \| \| 68,49 % \| |
| Votantes                                                         | Votantes                                                         | 432 366 | Participación: \| \| 68,49 % \| | Participación: \| \| 68,49 % \| |
| Electores                                                        | Electores                                                        | 631 225 | Participación: \| \| 68,49 % \| | Participación: \| \| 68,49 % \| |
|                                                                  | 68,49 %                                                          |         |                                 |                                 |

## Concejales electos
Relación de concejales electos:
| N.º | Nombre                                   | Lista | Lista  |
| --- | ---------------------------------------- | ----- | ------ |
| 1   | Rita Barberá Nolla                       |       | PP     |
| 2   | Rafael Rubio                             |       | PSOE   |
| 3   | Alfonso Grau Alonso                      |       | PP     |
| 4   | Silvestre Senent Ferrer                  |       | PP     |
| 5   | José Luis Ábalos Meco                    |       | PSOE   |
| 6   | María José Alcón Miquel                  |       | PP     |
| 7   | Carmen del Río Vidal                     |       | PSOE   |
| 8   | Miquel Domínguez Pérez                   |       | PP     |
| 9   | Marta Torrado de Castro                  |       | PP     |
| 10  | Antonio Bernabé García                   |       | PSOE   |
| 11  | Antonio Montalbán Gámez                  |       | ENTESA |
| 12  | José Luis Juan Sanz                      |       | PP     |
| 13  | Vicente Igual Alandete                   |       | PP     |
| 14  | Juan Soto Ramírez                        |       | PSOE   |
| 15  | María Jesús Puchalt Farinós              |       | PP     |
| 16  | Vicente Lloris Vicaria                   |       | PSOE   |
| 17  | Jorge Bellver Casaña                     |       | PP     |
| 18  | Francisco Lledó Aucejo                   |       | PP     |
| 19  | Juan Ramón Ferrer Mateo                  |       | PSOE   |
| 20  | María Irene Beneyto Jiménez de Laiglesia |       | PP     |
| 21  | Rafael Ripoll Navarro                    |       | PP     |
| 22  | María Consuelo Orias Gonzalvo            |       | PSOE   |
| 23  | Victoria González Fernández              |       | ENTESA |
| 24  | Félix Crespo Hellín                      |       | PP     |
| 25  | Francisco Carsi Chulvi                   |       | PSOE   |
| 26  | Vicente Aleixandre Roig                  |       | PP     |
| 27  | Ramón Isidro Sanchís Mangriñán           |       | PP     |
| 28  | Mercedes Caballero Hueso                 |       | PSOE   |
| 29  | Jaun Vicente Jurado Soriano              |       | PP     |
| 30  | Alfonso Novo Belenguer                   |       | PP     |
| 31  | María Teresa Valls Tomás                 |       | PSOE   |
| 32  | Emilio Del Toro Gálvez                   |       | PP     |
| 33  | Matías Alonso Blasco                     |       | PSOE   |